# آی‌بی‌ام هند
آی‌بی‌ام هند (انگلیسی: IBM India) شرکت سخت‌افزار هندی است، که در سال ۲۰۰۰ توسط شرکت آی‌بی‌ام تأسیس شد.